# يعفر بن عبد الرحمن الحوالي
 يعفر بن عبد الرحمن بن كريب الحوالي الحِميَري (? - 883 م) مؤسس دولة بنو يعفر في اليمن.

## الصعود إلى السلطة
لا توجود تفاصيل كثيرة عن ولادته وحياته المبكرة ولكنه من منطقة شبام كوكبان أو «شبام أقيان» كما كانت تُعرف استولى على صنعاء عام 847 بعد هروب الوالي العباسي منصور بن عبد الرحمن التنوخي واتخذها الحوالي عاصمة لمملكته التي سيطرت على المنطقة الجبلية ما بين صعدة وتعز بينما كانت تهامة تحت سلطة بني زياد حكم لمدة خمسة وعشرين سنة من 847 وحتى 872 وكان حكمه مستقراً هادئاً إلى أن تولى إبنه محمد بن يعفر الحوالي.